# 蜜島
蜜島是巴西的島嶼，位於庫里奇巴以東115公里的大西洋海域，由巴拉那州負責管轄，面積27.62平方公里，最高點海拔高度151米，主要經濟活動是旅遊業。
25°30′42″S 48°20′20″W / 25.5117°S 48.3389°W